# Elateri

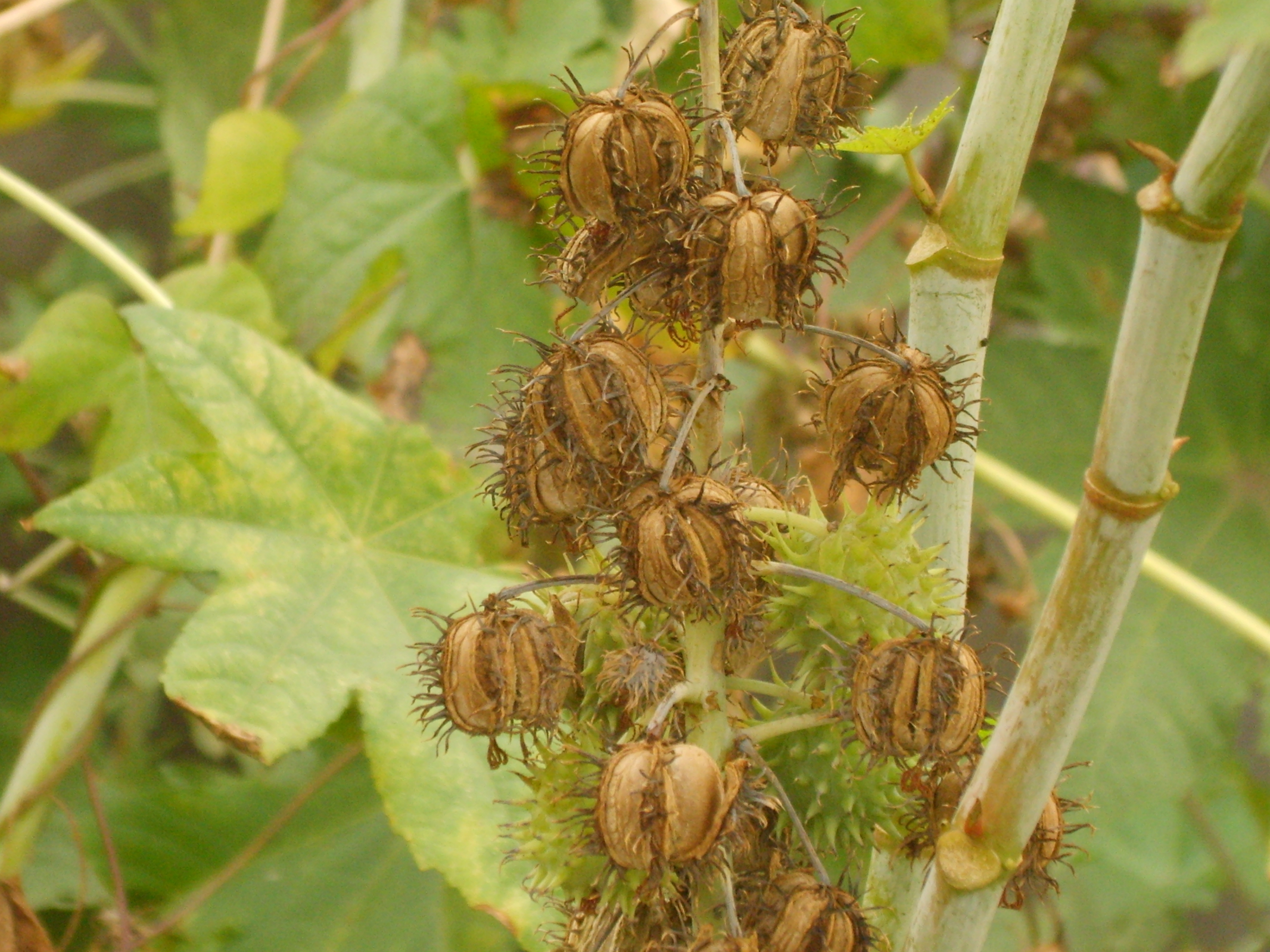
Elateri del ricí, Ricinus communis

L'elateri és un tipus de fruit sincàrpic dividit en diversos lòculs que, obrint-se bruscament en la maduresa, llança explosivament les seves llavors a certa distància. És típic de l'esquitxagossos (Ecbalium elaterium) del qual l'epítet específic ja dona fe del tipus de fruit. També és el clàssic fruit de les lletereses (gènere Euphorbia i afins) els carpels dels quals ressalten formant els denominats cocs. Com que hi ha 3 cocs la càpsula sovint rep el nom de tricoca. Aquests cocs uniseminats es desfan mitjançant una dehiscència loculicida, septicida i septifraga. Altres plantes no tenen una dehiscència manifesta com és el cas de l'olivella (Cneorum tricoccon) i el tríbol (Tribulus terrestris).